# OreSkaBand
OreSkaBand (オレスカバンド?, Oresukabando) è un gruppo musicale femminile giapponese.
Il nome del gruppo, "Ore Ska Band", significa "Siamo una Band Ska", con riferimento al genere musicale del gruppo.

## Debutto
Il gruppo si forma nel 2003, in una scuola media di Sakai, nella prefettura di Osaka. Il maggiore debutto si ha però durante le vacanze estive dell'ultimo anno di superiori, nel 2006, con il mini album "Ore".

## Formazione
- iCas - chitarra e voce
- tae - batteria
- Tomi - basso
- SAKI - tromba
- HAYAMI - trombone
- morico - sassofono e tastiera

## Discografia

### Album
- 2007 - WAO!!
- 2010 - COLOR
- 2013 - Hot Number
- 2013 - BEST (2003-2013)

### Mini album
- 2006 - Ore
- 2008 - What a Wonderful World！ vol.1
- 2009 - What a Wonderful World！ vol.2

### Singoli
- 2006 - Amondo
- 2007 - Wasuremono/chakku
- 2007 - Tsumasaki
- 2007 - Jitensha

#### DVD
- 46 ORESKABAND ～WARPED TOUR 2008～ - 2008